# Limnichthys nitidus
Limnichthys nitidus är en fiskart som beskrevs av Smith, 1958. Limnichthys nitidus ingår i släktet Limnichthys och familjen Creediidae. Inga underarter finns listade i Catalogue of Life.